# Список строящихся и планируемых станций Киевского метрополитена
Список строящихся и планируемых станций Киевского метрополитена, включающий в себя ещё не открывшиеся станции, строительство которых идёт или запланировано в будущем, с привязкой к линиям.

## Строящиеся станции
| Название станции Иноязычное название | Начало строительства | Планируемая дата открытия | Прежние проектные названия Иноязычное название | Район                   |
| ------------------------------------ | -------------------- | ------------------------- | ---------------------------------------------- | ----------------------- |
| Сырецко-Печерская линия              |                      |                           |                                                |                         |
| Варшавская укр. Варшавська           | февраль 2019         | Май 2027                  | Проспект Правды укр. Проспект Правди           | Подольский              |
| Мостицкая укр. Мостицька             | неизвестно           | Май 2027                  | —                                              | Подольский              |
| Подольско-Вигуровская линия          |                      |                           |                                                |                         |
| Залив Десёнка укр. Затока Десенка    | неизвестно           | 2028                      | —                                              | Днепровский, Деснянский |
| Судостроительная укр. Суднобудівна   | неизвестно           | 2028                      | —                                              | Подольский, Оболонский  |
| Труханов остров укр. Труханів острів | неизвестно           | 2028                      | —                                              | Днепровский, Деснянский |

## Проектированные станции
| Название станции Иноязычное название                                      | Начало строительства | Планируемая дата открытия             | Прежние проектные названия Иноязычное название             | Район                       |
| ------------------------------------------------------------------------- | -------------------- | ------------------------------------- | ---------------------------------------------------------- | --------------------------- |
| Святошинско-Броварская линия                                              |                      |                                       |                                                            |                             |
| Новобеличи укр. Новобіличі                                                | неизвестно           | до 2030                               | —                                                          | Святошинский                |
| Оболонско-Теремковская линия                                              |                      |                                       |                                                            |                             |
| Автовокзал «Теремки» укр. Автовокзал Теремки                              | неизвестно           | проектируется                         | —                                                          | Голосеевский                |
| Улица Крейсера «Аврора» укр. Вулиця Крейсера «Аврора»                     | неизвестно           | проектируется                         | в будущем может получить название «Улица Дмитрия Луценко»  | Голосеевский, Шевченковский |
| Одесская укр. Одеська                                                     | неизвестно           | после 2030                            | —                                                          | Голосеевский                |
| Сырецко-Печерская линия                                                   |                      |                                       |                                                            |                             |
| Виноградарь укр. Виноградар                                               | неизвестно           | после 2027                            | —                                                          | Подольский                  |
| Львовская брама укр. Львівська брама                                      | 1991—1996            | в перспективе после 2031              | —                                                          | Шевченковский               |
| Герцена укр. Герцена                                                      | неизвестно           | неизвестно                            | —                                                          | Шевченковский               |
| Теличка укр. Теличка                                                      | конец 1980-х — 1992  | в перспективе после 2033              | —                                                          | Голосеевский                |
| Маршала Гречка укр. Маршала Гречка                                        | неизвестно           | после 2027                            | Синеозёрная                                                | Подольский                  |
| Подольско-Вигуровская линия                                               |                      |                                       |                                                            |                             |
| Аэропорт укр. Аеропорт                                                    | неизвестно           | 2027 — 2032, в перспективе после 2030 | —                                                          | Соломенский                 |
| Бульвар Перова укр. Бульвар Перова                                        | неизвестно           | 2030 — 2040                           | —                                                          | Днепровский                 |
| Братиславская укр. Братиславська                                          | неизвестно           | после 2030                            | —                                                          | неизвестно                  |
| Вокзальная-2 укр. Вокзальна-2                                             | неизвестно           | после 2030                            | —                                                          | Соломенский                 |
| Глубочицкая укр. Глибочицька                                              | неизвестно           | после 2027                            | —                                                          | Подольский                  |
| Кольцевая дорога укр. Кільцева дорога                                     | неизвестно           | после 2030                            | —                                                          | Соломенский, Вишнёвое       |
| Площадь Победы (Площадь Галицкая) укр. Площа Перемоги укр. Площа Галицька | неизвестно           | после 2030                            | —                                                          | Шевченковский               |
| Подольская укр. Подільська                                                | неизвестно           | после 2027—2028                       | —                                                          | Подольский, Оболонский      |
| Радужная укр. Райдужна                                                    | после 2025           | 2028                                  | —                                                          | Днепровский                 |
| Соломенская площадь укр. Солом'янська площа                               | неизвестно           | 2027 — 2032, в перспективе после 2030 | —                                                          | Соломенский                 |
| Чоколовская укр. Чоколівська                                              | неизвестно           | в перспективе после 2030              | —                                                          | Соломенский                 |
| Левобережная линия                                                        |                      |                                       |                                                            |                             |
| Улица Драйзера укр. Вулиця Драйзера                                       | неизвестно           | 2031                                  | в будущем может получить название «Улица Рональда Рейгана» | Деснянский                  |
| Улица Каштановая укр. Вулиця Каштанова                                    | неизвестно           | 2031                                  | —                                                          | Деснянский                  |
| Улица Милославская укр. Вулиця Милославська                               | неизвестно           | 2031                                  | —                                                          | Деснянский                  |
| Улица Сабурова укр. Вулиця Сабурова                                       | неизвестно           | 2031                                  | в будущем может получить название «Улица Сержа Лифаря»     | Деснянский                  |
| Улица Цветаевой укр. Вулиця Цвєтаєвої                                     | неизвестно           | 2031                                  | —                                                          | Деснянский                  |
| Проспект Ватутина укр. Проспект Ватутіна                                  | неизвестно           | 2031                                  | —                                                          | Деснянский, Днепровский     |
| Огородная укр. Огородня                                                   | неизвестно           | 2035                                  | —                                                          | Днепровский                 |
| Днепровская укр. Дніпровська                                              | неизвестно           | 2035                                  | —                                                          | Днепровский                 |
| Броварской проспект укр. Броварський проспект                             | неизвестно           | 2035                                  | —                                                          | Днепровский                 |
| Проспект Воссоединения укр. Проспект Воз'єднання                          | неизвестно           | 2041                                  | —                                                          | Днепровский                 |
| Березняки укр. Березняки                                                  | неизвестно           | 2041                                  | —                                                          | Днепровский                 |
| Улица Здолбуновская укр. Вулиця Здолбуновська                             | неизвестно           | 2041                                  | —                                                          | Дарницкий                   |
| Улица Анны Ахматовой укр. Вулиця Анни Ахматової                           | неизвестно           | 2041                                  | —                                                          | Дарницкий                   |
| Проспект Бажана укр. Проспект Бажана                                      | неизвестно           | 2041                                  | —                                                          | Дарницкий                   |
| Улица Коллекторная укр. Вулиця Колекторна                                 | неизвестно           | 2041                                  | —                                                          | Дарницкий                   |
| Осокорки-Центральные укр. Осокорки-Центральні                             | неизвестно           | 2041                                  | —                                                          | Дарницкий                   |
| Осокорки-Южные укр. Осокорки-Південні                                     | неизвестно           | 2041                                  | —                                                          | Дарницкий                   |